# Brad Henry

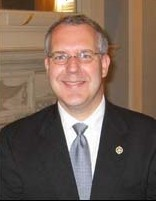
Brad Henry

Charles Bradford „Brad“ Henry (* 10. Juni 1963 in Shawnee, Oklahoma) ist ein US-amerikanischer Politiker (Demokratische Partei) und ehemaliger Gouverneur des Bundesstaates Oklahoma.
Nachdem er die Shawnee High School abgeschlossen hatte, besuchte er die University of Oklahoma, wo er 1985 den Bachelor in Wirtschaft erwarb und 1988 sein Studium der Rechtswissenschaften abschloss. Anschließend kehrte er nach Shawnee zurück, um in der Kanzlei seines Vaters, der ebenfalls Jurist war, zu arbeiten.
Von 1992 bis zu seiner Wahl zum Gouverneur gehörte er dem Senat von Oklahoma an. 2002 gewann er mit 43 Prozent der Stimmen die Wahl zum Gouverneur gegen den Republikaner Steve Largent sowie den Unabhängigen Gary Richardson; im November 2006 wurde er wiedergewählt, wobei er sich diesmal mit einem Anteil von 66 Prozent gegen Ernest Istook durchsetzte. Da die Staatsverfassung die Amtszeit eines Gouverneurs auf acht Jahre beschränkt, konnte Henry im Jahr 2010 nicht erneut zur Wahl antreten. Seine Nachfolgerin wurde im Januar 2011 die Republikanerin Mary Fallin, die von 2003 bis 2007 als seine Vizegouverneurin amtierte und bei der Wahl ihre eigene Nachfolgerin auf diesem Posten, Jari Askins, besiegte.
Er ist mit Kim Henry (geb. Blain) verheiratet und hat drei Töchter.

## Positionen
Brad Henry gilt als Befürworter der Todesstrafe und ist gegen Waffen-Restriktionen. Während seiner Amtszeit wurden 39 Menschen von 91 Menschen bis zu seinem Ausscheiden in Oklahoma hingerichtet (Das sind ca. 42 Prozent). 
Anzahl der Hinrichtungen während seiner Amtszeit pro Jahr:
| Jahr   | 2003 | 2004 | 2005 | 2006 | 2007 | 2008 | 2009 | 2010 |
| Anzahl | 14   | 6    | 4    | 4    | 3    | 2    | 3    | 3    |